# Рой Маккал
Рой П. Маккал (англ. Roy P. Mackal; 1 серпня 1925 — 13 вересня 2013) — біолог Чиказького університету, відомий широкому загалу своїм інтересом до криптозоології.

## Біографія
Рой Маккал народився в Мілуокі, штат Вісконсін, у 1925 році. Служив у Корпусі морської піхоти США під час Другої світової війни. Після війни вступив до Чиказького університету, де в 1949 році отримав ступінь бакалавра з біології та докторську ступінь із зоології у 1953 році. Решту своєї академічної кар'єри він провів у Чикаго як педагог і дослідник. Значна частина його ранніх досліджень в університеті стосувалася біохімії та вірусології, і протягом 1950—1970 років він брав участь у впливовому «вірусному проєкті» університету, вивчаючи бактеріофаги та лізогенний цикл. Пізніше він працював професором зоології .
Маккал став членом Американського товариства біохімії та молекулярної біології.

## Криптозоологія
Маккал широко вважається однією з провідних фігур у криптозоології.
Разом з екологом Річардом Грінвелом і бельгійським зоологом Бернардом Гейвелмансом Рой був одним із засновників Міжнародного товариства криптозоології (ISC). Товариство створене в 1982 році в Національному музеї природної історії у Вашингтоні, округ Колумбія. Метою організації було популяризувати криптозоологію, що часто розглядається як псевдонаука. Організація видавала щоквартальний інформаційний бюлетень і щорічний журнал, а члени щорічно збиралися на зборах, які проводилися в університетах по всьому світу. Маккал був віце-президентом ISC протягом усього періоду його існування, хоча організація поступово згорнулася на початку 21-го століття через брак фінансування та смерть Гейвелманса та Грінвелла.
Книга Маккала «Пошук прихованих тварин» 1980 року негативно оцінена в журналі BioScience як «відображення занепокоєння людства сучасним науковим світом і очевидне розширення поточного інтересу до паранормального явища».

### Лохнеське чудовисько
Маккал почав досліджувати феномен Лох-Неського чудовиська в 1960-х роках. У 1965 році він відправився у Шотландське нагір'я і зустрів кількох членів Бюро з дослідження явищ озера Лох-Несс, які спостерігали за озером у спостережних фургонах у надії побачити істоту. Захоплений їхньою роботою, Маккал почав стежити за водами сам і, зібравши в Америці 5000 доларів для Бюро, став головним науковим співробітником проєкту, і займав цю посаду до 1972 року, коли Бюро розпустилося. Протягом цього часу Бюро провело гідролокаційне дослідження вод поблизу затоки Уркгарт і встановила підводні стробоскопічні камери з надією надати докази існування Лохнеського чудовиська. Маккал також розробив «гарпун для біопсії» — пристрій, схожий на дротик, який він прикріпив до підводного човна для збору зразків тканин.
Команда ніколи не мала можливості використати гарпуни для біопсії та не змогла надати жодних переконливих доказів існування Лохнеського чудовиська. Однак сам Маккал був переконаний, що щось живе під водою після того, як він записав своє спостереження за істотою в 1970 році, і в своїй книзі 1976 року «Чудовиська озера Лох-Несс» він припустив, що в озері живе популяція великих, раніше невідомих земноводних. Пізніше Маккал передумав і припустив, що ці істоти були зевглодонами, змієподібними китами, які, як вважають, вимерли кілька мільйонів років тому.

### Мокеле-мбембе
У 1980-х роках Маккал звернув увагу на передбачувану істоту мокеле-мбембе, яка, як стверджують креаціоністи Молодої Землі, є живим динозавром у районі боліт Лікуала в Республіці Конго. У супроводі еколога Університету Аризони Річарда Грінвелла та конголезького біолога Марселліна Аньяньї Маккал здійснив дві експедиції: першу в 1980 році та другу в 1981 році. Маккал насправді ніколи не бачив істоти, але він і його колеги зібрали численні звіти з перших вуст від корінних жителів Конго, які послідовно описували істоту, схожу на завропода з довгою шиєю. Під час інтерв'ю з тубільцями Маккал також чув історії про істоту емела-нтука, іншого можливого живого динозавра, який нібито нагадує моноклонію або центрозавра, мбіелу-мбіелу-мбіелу, який нагадує кентрозавра, і зміє або ящіркоподібну нгума-монене.
У 1987 році Маккал написав книгу про свої пригоди на болотах Лікуала під назвою «Живий динозавр? У пошуках Мокеле-Мбембе». Він намагався отримати кошти на третю експедицію в регіон, але його плани так і не були реалізовані.

## Смерть
Маккал помер у віці 88 років у Чикаго, штат Іллінойс, 14 вересня 2013 року від серцевої недостатності.

## Вибрані видання
- Mackal, Roy. The Monsters of Loch Ness. Chicago: The Swallow Press, 1976. ISBN 0-8040-0704-7
- Mackal, Roy. Searching for Hidden Animals. Garden City, New York: Doubleday, 1980. ISBN 0-385-14897-6ISBN 0-385-14897-6
- Mackal, Roy. A Living Dinosaur? In Search of Mokele-Mbembe. New York: E.J. Brill, 1987. ISBN 90-04-08543-2ISBN 90-04-08543-2